# Futbol a Gal·les

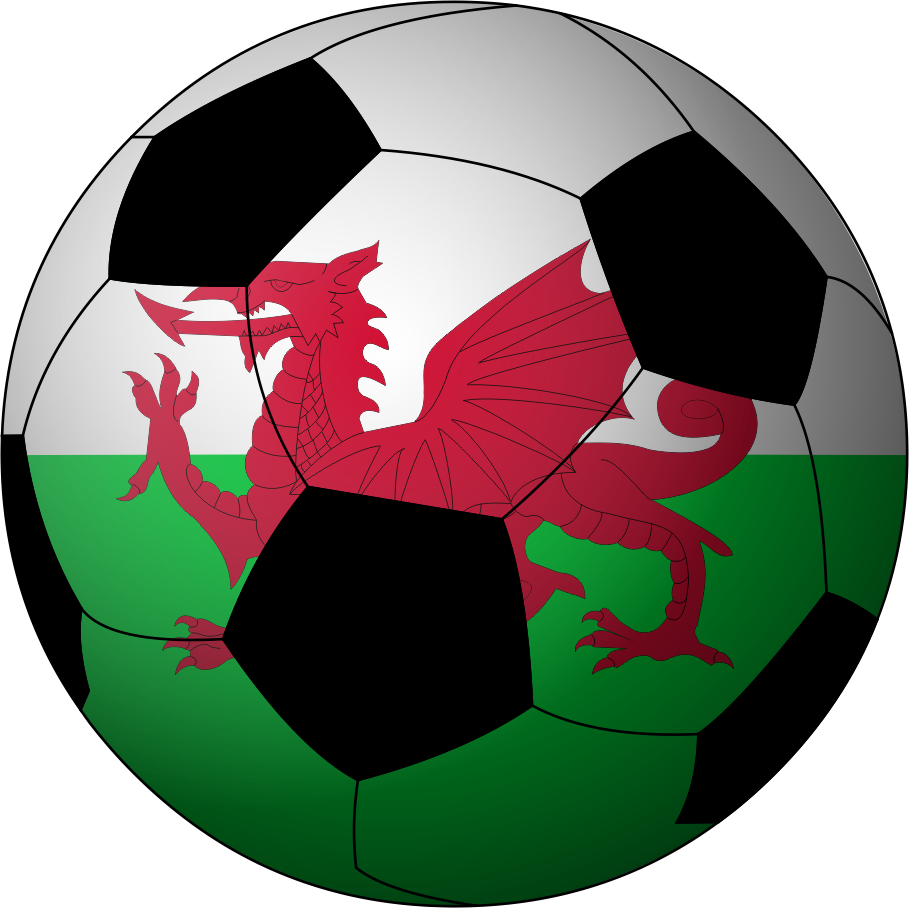

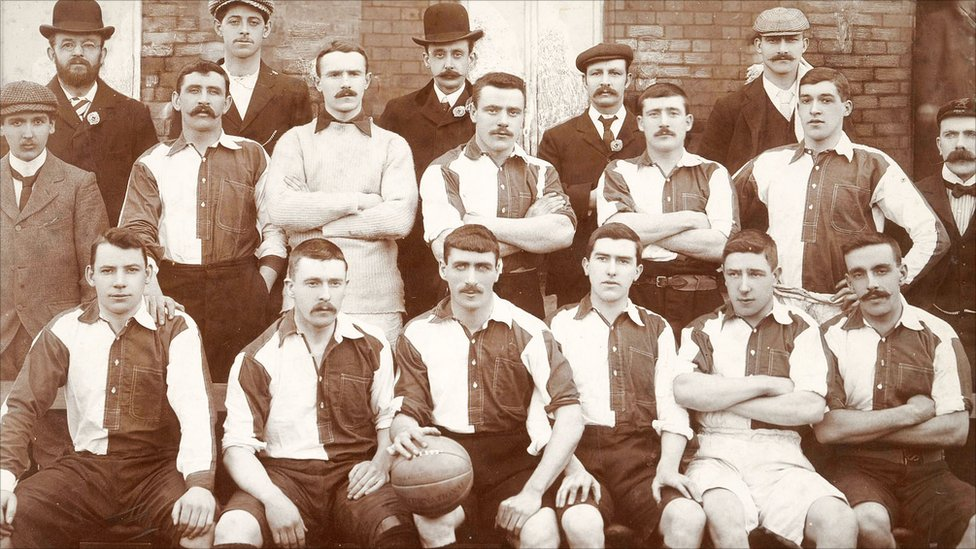
Selecció de Gal·les el 1900.

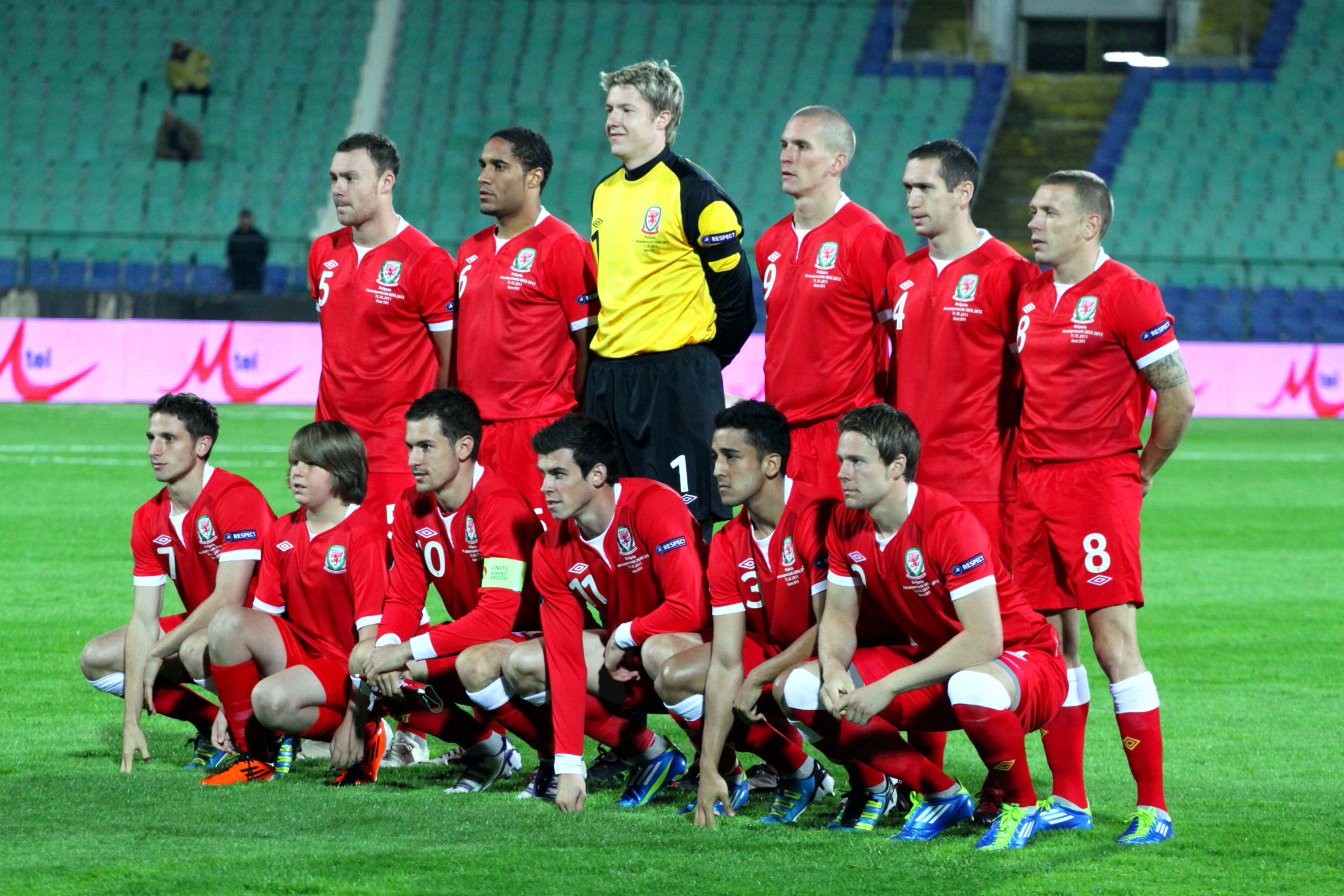
Selecció de Gal·les el 2011.

El Futbol és un dels esports més populars a Gal·les, juntament amb el rugbi a 15. La Football Association of Wales (FAW), fou creada el 1876 i dirigeix aquest esport al país.

## Història
La Federació Gal·lesa de futbol es creà el 1876 a Ruabon (a prop de Wrexham) a imatge de les associacions creades a Escòcia i Anglaterra per iniciativa de Llewelyn Kenrick. Durant els primers anys la formaven només clubs del Nord de Gal·les com Druids FC de Cefn Mawr (1869), Wrexham FC (1873), Oswestry United FC i Chirk AAA (1875). El futbol començà a prendre rellevància al sud de Gal·les cap al 1890 amb la creació de la South Wales and Monmouthshire F.A. (1893). L'any 1877-78 s'inicià la primera Copa de Gal·les guanyada per Wrexham. El primer guanyador del Sud de Gal·les fou el Cardiff City el 1912. El 1902 es creà la Lliga Gal·lesa (Welsh Football League), però molts equips s'uniren a les lligues angleses en busca de més competitivitat. Altres clubs gal·lesos destacats fundats al país foren: Cardiff Corinthians, Afan Lido FC (1967), Newtown White Stars FC (1875), Bangor FC (1876), Denbigh Town FC (1880), Aberystwyth Town AFC (1884), Rhyl FC (1890), Barry Town AFC (1891), Cardiff City FC (1899) i Lovell's AC de Newport (1918). Però el personatge més destacat del futbol gal·lès en els seus inicis fou el futbolista Billy Meredith, que entre 1895 i 1920 es convertí en una gran estrella del futbol del seu país i que destacà especialment als dos clubs de Manchester.

## Competicions
- Lliga gal·lesa de futbol
- Copa gal·lesa de futbol
- Copa de la Lliga gal·lesa de futbol

## Principals clubs
- Swansea City F.C. (Swansea)
- Wrexham A.F.C. (Wrexham)
- Cardiff City F.C. (Cardiff)
- Newport County A.F.C. (Newport)
- Bangor City F.C. / C.P.D. Dinas Bangor (Bangor)
- Merthyr Tydfil A.F.C. (Merthyr Tydfil)
- Cwmbran Town A.F.C. (Cwmbran)
- Aberystwyth Town A.F.C. / C.P.D. Tref Aberystwyth (Aberystwyth)
- Rhyl Football Club / Clwb Peldroed Y Rhyl (Rhyl)
- Afan Lido F.C. / Lido Afan C.P.D. (Port Talbot)
- Barry Town A.F.C. (Barry)
- Connah's Quay Nomads F.C. (Connah's Quay)
- The New Saints F.C. (Llantsantffraid)
- Newtown F.C. (Newtown)
- Caersws F.C. (Caersws)
- Haverfordwest County A.F.C. (Haverfordwest)
- Port Talbot Town F.C. (Port Talbot)
- Porthmadog F.C. (Porthmadog)
- Caernarfon Town F.C. (Caernarfon)
- Newy Cefn Druids F.C. (Cefn Mawr)
- Carmarthen Town F.C. (Carmarthen)
- Welshpool Town F.C. (Welshpool)
- UWIC Inter A.F.C. (Cardiff)
- Llanelli Town A.F.C. (Llanelli)
- Ton Pentre A.F.C. (Rhondda)
- Cemaes Bay F.C. (Cemaes)
- Conwy United F.C. (Conwy)
- Aberaman Athletic F.C. (Aberaman)
- Llanidloes Town F.C. (Llanidloes)
- Ebbw Vale F.C. (Ebbw Vale)
- Taff's Well F.C. (Taff's Well)
- Pontypridd Town F.C. (Pontypridd)
- Mold Alexandra F.C. (Mold)
- Abergavenny Thursdays F.C. (Abergavenny)
- Rhayader Town F.C. (Rhayader)
- Buckley Town F.C. (Buckley)
- Holywell Town F.C. (Holywell)
- Flint Town United F.C. (Flint)
- Briton Ferry Athletic F.C. (Briton Ferry)
- Gresford Athletic F.C. (Gresford)

## Jugadors destacats
Fonts:
Des de 1900
- Leigh Richmond Roose
- William Henry 'Billy' Meredith

Des de 1920
- Fred Keenor
- Moses Russell

Des de 1930
- Bryn Jones
- David John Astley

Des de 1940
- Alfred Sherwood
- Trevor Ford
- Ron Burgess

Des de 1950
- Jack Kelsey
- Roy Paul
- Melvin 'Mel' Charles
- Stuart Williams
- William John Charles
- Ivor Allchurch

Des de 1960
- Mike England
- Cliff Jones
- Gary Sprake

Des de 1970
- Dai Davies
- Brian Flynn
- John Toshack

Des de 1980
- Neville Southall
- Joey Jones
- Peter Nicholas
- Ian Rush
- Leslie Mark Hughes
- Kevin Ratcliffe

Des de 1990
- Ryan Giggs
- Gary Speed

Des de 2000
- Craig Bellamy

Des de 2010
- Gareth Bale
- Aaron Ramsey
- Ashley Williams

## Principals estadis

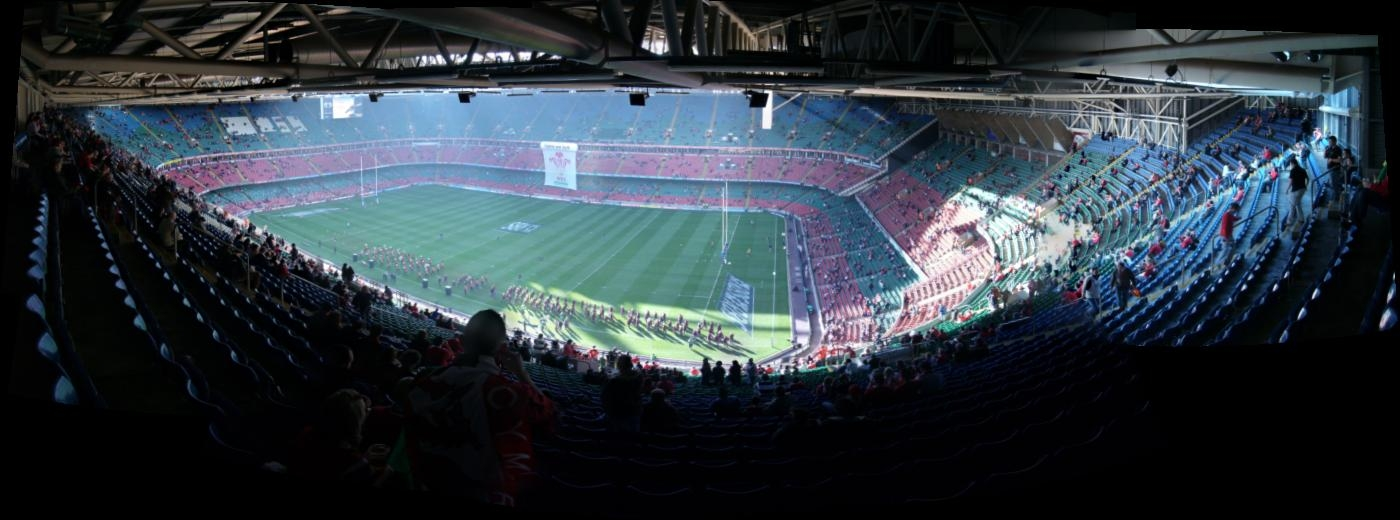
Millennium Stadium.

- Millennium Stadium (1999) (Cardiff)
- Arms Park (Cardiff) (rugbi)
- Liberty Stadium (2005) (Swansea)
- The Racecourse Ground (Wrecsam)
- Ninian Park (1910) (Cardiff)
- Newport Stadium (Newport)
- Farrar Road (1919) (Bangor)
- Penydarren Park (Merthyr Tydfil)
- Park Avenue Stadium (Aberystwyth)
- Belle Vue Stadium (Rhyl)
- The Recreation Ground (Llantsantffraid)
- Latham Park (Newtown)
- Runtech Stadium (Port Talbot)
- Jenner Park (Barry)